# Lviv Lions
I Lviv Lions sono una squadra di football americano di Leopoli, in Ucraina, fondata nel 2012.

## Dettaglio stagioni

### Tornei nazionali

#### Campionato

##### NFAFU Viša Liga/ULAF Divizion A/ULAF Top Liga/ULAF Superleague
| Stagione | regular season | regular season | regular season | regular season | regular season | regular season | playoff | playoff | playoff | playoff | playoff | playoff                 | playoff              |
|          | Vin            | Par            | Per            | Tot            | PF             | PS             | Vin     | Per     | Tot     | PF      | PS      | risultato               | avversaria           |
| -------- | -------------- | -------------- | -------------- | -------------- | -------------- | -------------- | ------- | ------- | ------- | ------- | ------- | ----------------------- | -------------------- |
| 2015     | 1              | 0              | 5              | 6              | 88             | 184            | -       | -       | -       | -       | -       | -                       | -                    |
| 2016     | 0              | 0              | 6              | 6              | 39             | 173            | -       | -       | -       | -       | -       | -                       | -                    |
| 2018     | 5              | 0              | 1              | 6              | 216            | 66             | 1       | 1       | 2       | 30      | 44      | Finale                  | Kiev Patriots        |
| 2019     | 3              | 0              | 1              | 4              | 128            | 129            | 0       | 1       | 1       | 12      | 28      | Secondo turno wild card | Uzhgorod Lumberjacks |
| 2021     | 5              | 0              | 1              | 6              | 200            | 62             | 1       | 1       | 2       | 48      | 48      | Ukrainian Bowl          | Kiev Capitals        |
| Totale   | 14             | 0              | 14             | 28             | 671            | 614            | 2       | 3       | 5       | 90      | 120     |                         |                      |

Fonti: Enciclopedia del Football - A cura di Roberto Mezzetti

##### Divizion B
| Stagione | regular season | regular season | regular season | regular season | regular season | regular season | playoff | playoff | playoff | playoff | playoff | playoff     | playoff     |
|          | Vin            | Par            | Per            | Tot            | PF             | PS             | Vin     | Per     | Tot     | PF      | PS      | risultato   | avversaria  |
| -------- | -------------- | -------------- | -------------- | -------------- | -------------- | -------------- | ------- | ------- | ------- | ------- | ------- | ----------- | ----------- |
| 2017     | 4              | 0              | 2              | 6              | 160            | 132            | 0       | 1       | 1       | 52      | 25      | Terzo posto | Kiev Jokers |
| Totale   | 4              | 0              | 2              | 6              | 160            | 132            | 0       | 1       | 1       | 52      | 25      |             |             |

Fonti: Enciclopedia del Football - A cura di Roberto Mezzetti

### Riepilogo fasi finali disputate
| Anno              | Luogo   | Evento           | Fase del torneo         | Incontro                          | Risultato |
| 23 settembre 2017 | Leopoli | Divizion B       | Semifinale              | Lviv Lions - Kiev Jokers          | 40 - 12   |
| 28 ottobre 2018   | Leopoli | ULAF Top Liga    | Finale                  | Kiev Patriots - Lviv Lions        | 44 - 6    |
| 30 giugno 2019    |         | ULAF Superleague | Secondo turno wild card | Lviv Lions - Uzhgorod Lumberjacks | 12 - 28   |
| 22 agosto 2021    |         | ULAF Superleague | Ukrainian Bowl          | Kiev Capitals - Lviv Lions        | 28 - 14   |